# Petre Naidin
Petre Naidin (5 septembrie 1954 - 12 august 2021) a fost un deputat român în legislaturile 1992-1996, 1996-2000 și 2000-2004. 
În legislatura 1992-1996, Petre Naidin a fost validat ca deputat PDSR pe data de 9 februarie 1993 și l-a înlocuit pe deputatul Ion Neagu. În legislatura 1996-2000, Petre Naidin a fost ales ca deputat pe listele PDSR. În legislatura 2000-2004, Petre Naidin a fost deputat PDSR, PSD și PUR (Partidul Umanist din România). În ambele sale cadențe de deputat, Petre Naidin a fost membru în grupurile parlamentare de prietenie cu Republica Austria și Republica Federală Iugoslavia. 
În urma unei acțiuni juridice, s-a stabilit că Petre Naidin a fost informator al Securității în perioada 1971-1974. Conform biografiei sale oficiale, Petre Naidin a fost membru FSN în 1990.